# Mahamadou Dramé
Pour les articles homonymes, voir Dramé.
Mahamadou Dramé, né le 24 novembre 1986 à Paris, est un joueur malien de basket-ball. Il évolue au poste d'arrière.